# Catherine Lombard
Catherine Lombard (* 8. Oktober 1965 in Paris; † 6. April 1994 in Coulommiers, Seine-et-Marne) war eine französische Freestyle-Skierin. Sie war auf die Disziplin Aerials (Springen) spezialisiert. In dieser Disziplin wurde sie 1989 am Oberjoch Weltmeisterin. Im Weltcup gewann sie einmal die Disziplinenwertung und acht Einzelwettkämpfe.

## Biografie
Die gebürtige Pariserin Catherine Lombard gab am 18. März 1985 in ihrem Heimatort La Clusaz ihr Debüt im Freestyle-Skiing-Weltcup und erreichte mit Rang sieben auf Anhieb ein Spitzenergebnis. Elf Monate später nahm sie an den ersten Weltmeisterschaften in Tignes teil und belegte im Aerials-Finale Rang acht. Wenige Tage danach gelang ihr als Dritte in Mariazell ihr erster Weltcup-Podestplatz. Mit ihrem ersten Sieg im in Lake Placid sowie drei weiteren Podestplätzen lag sie am Ende der Saison 1986/87 auf Rang drei der Disziplinenwertung. Dasselbe Resultat gelang ihr ein Jahr später. Bei den Olympischen Spielen in Calgary, wo Aerials erstmals als Demonstrationswettbewerb vertreten war, wurde sie erneut Achte. 
Ihre größten Erfolge konnte Lombard im Winter 1988/89 feiern. Mit vier Saisonsiegen entschied sie die Aerials-Disziplinenwertung für sich. Bei den Weltmeisterschaften am Oberjoch setzte sie sich gegen Sonja Reichart und Titelverteidigerin Melanie Palenik durch und gewann Gold. Auch in der folgenden Saison hielt sie sich in der Weltspitze und wurde nach einem Sieg und mehreren Podestplätzen Zweite in der Weltcup-Wertung. In der Saison 1990/91 trat Lombard nicht mehr zu allen Wettkämpfen an, ihre letzte Teilnahme verzeichnete sie im Februar 1991 bei den Weltmeisterschaften in Lake Placid, wo sie Platz fünf belegte.
Infolge einer AIDS-Erkrankung starb Catherine Lombard 1994 im Alter von 28 Jahren.

## Erfolge

### Olympische Spiele
- Calgary 1988: 8. Aerials (Demonstrationswettbewerb)

### Weltmeisterschaften
- Tignes 1986: 8. Aerials
- Calgary 1988: 8. Aerials
- Oberjoch 1989: 1. Aerials
- Lake Placid 1991: 5. Aerials

### Weltcupwertungen
| Saison  | Gesamt | Gesamt | Aerials | Aerials |
| Saison  | Platz  | Punkte | Platz   | Punkte  |
| ------- | ------ | ------ | ------- | ------- |
| 1984/85 | 47.    | 1      | 19.     | 6       |
| 1985/86 | 26.    | 3      | 11.     | 18      |
| 1986/87 | 9.     | 10     | 3.      | 63      |
| 1987/88 | 11.    | 9      | 3.      | 64      |
| 1988/89 | 6.     | 11     | 1.      | 77      |
| 1989/90 | 6.     | 10     | 2.      | 62      |
| 1990/91 | 38.    | 4      | 14.     | 32      |

### Weltcupsiege
Lombard errang im Weltcup 22 Podestplätze, davon 8 Siege:
| Datum            | Ort          | Land       | Disziplin |
| ---------------- | ------------ | ---------- | --------- |
| 17. Januar 1987  | Lake Placid  | USA        | Aerials   |
| 31. Januar 1988  | Inawashiro   | Japan      | Aerials   |
| 8. Januar 1989   | Mont Gabriel | Kanada     | Aerials   |
| 21. Januar 1989  | Calgary      | Kanada     | Aerials   |
| 29. Januar 1989  | Breckenridge | USA        | Aerials   |
| 24. März 1989    | Suomu        | Finnland   | Aerials   |
| 27. Januar 1990  | Calgary      | Kanada     | Aerials   |
| 7. Dezember 1990 | Tignes       | Frankreich | Aerials   |